# Heymeric de Campo
Pour les articles homonymes, voir de Campo.
 (août 2011).
Heymericus de Campo ou Heymeric van de Velde est un théologien albertiste, né en 1395 à Son (Zon, Sonne), tout près d'Eindhoven  dans les actuels Pays-Bas. Il est mort à Louvain en 1460.
Il étudie les arts libéraux à Paris de 1410 à 1420, où il obtient le titre de maître-ès-arts. Il subit indéniablement l'influence de Jean Gerson et de Jean de Maisonneuve (de Nova Domo), qui critiquent tous deux le nominalisme et l'idéalisme (« platonicien » défendu par Jean de Ripa ou Jérôme de Prague), pour ouvrir la voie à une théologie capable de réunir la rigueur scolastique et la ferveur mystique en une espèce d'albertisme modéré.
Après avoir enseigné l'œuvre d'Albert le Grand durant trois ans à Demer, près de Diest, il se rend à Cologne, pour y étudier la théologie. Tout en enseignant Aristote en qualité de maître-ès-arts, il devient bachelier sententiaire et docteur en théologie (1428). Durant cette période, il a pour disciple Nicolas de Cues, qu'il initie en 1425 à Albert le Grand et Raymond Lulle.
Son université le choisit comme recteur en 1432, et comme député au concile de Bâle, où il réside pendant trois ans (déc. 1432-fév. 1435).
Peu après son retour à Cologne, il est appelé comme professeur de théologie à Louvain. Très vite, il est nommé recteur, poste qu’il occupera encore quatre fois par la suite jusqu’en 1453. Il meurt le 11 août 1460 à Louvain.

## Son œuvre
Il est connu notamment pour être l'auteur du traité Tractatus problematicus ou Problemata inter Albertum Magnum et Sanctum Thomam ad utriusque opinionis intelligentiam multum conferentia, qui date au moins de 1424/25, voire de 1423.
Le thomiste Gérard du Mont (De Monte, van 's-Herrenbergh), qui dirige le collège thomiste de l'université de Cologne (dite Bursa montana d'après son nom), attaque cet ouvrage trente ans plus tard, en 1456. Ses Concordantiae dictorum Thomae Aquinatis et Albert Magni (ou Tractatus ostendens concordiam Thomae Aquinatis et Alberti Magni) reprochent à Eymeric de Campo d'avoir exagérément souligné les oppositions entre Thomas et Albert. Eymeric répond dans une lettre, conservée sous le nom dInvectiva, que sa volonté n'était pas seulement de mettre au jour les différences, mais aussi de surmonter les oppositions superficielles. Bref, il se défend d'avoir fait une œuvre tendancieuse, accusant son adversaire par contre d'être partial en lui prêtant cette intention. Gérard répond à lInvective par une Apologia, qui croit pouvoir réaffirmer l'unité profonde de l'enseignement d'Albert et de Thomas. Quitte à forcer un peu les textes, il entend surtout défendre la concorde au sein de l'ordre dominicain en forgeant le mythe de l'aristotélisme "alberto-thomiste".